# Cambodia Town
Cambodia Town es un área no incorporada ubicada en el condado de Los Ángeles en el estado estadounidense de California.

## Geografía
Cambodia Town se encuentra ubicada en las coordenadas 33°47′24″N 118°10′8″O / 33.79000, -118.16889.